# حبسة توصيلية
الحبسة التوصيلية، تُعرف أيضًا باسم حبسة الترابط، هي شكل غير شائع لصعوبة التكلم (الحبسة). تنتج عن تلف الفص الجداري من الدماغ. يتسم اضطراب اللغة المكتسب بفهم سمعي سليم وإنتاج الكلام المترابط (يصاحبه مع ذلك خطل تسمية الكلمات)، لكنه مترافق مع ضعف القدرة على تكرار الكلام. يمتلك الأشخاص المصابون قدرة كاملة على فهم ما يسمعونه، إلا أنهم غير قادرين على تشفير المعلومات النطقية من أجل إنتاج الكلام. يُعتبر هذا العجز حساسًا لمقدار الحمولة الكلامية، إذ يعاني المصاب من صعوبات ملحوظة في تكرار العبارات، وخاصة مع ازدياد طول العبارات وتعقيدها، إلى جانب تعثره في الكلمات عند محاولة نطقها. يظهر المصابون أخطاء متكررة خلال التكلم العفوي، مثل استبدال بعض الأصوات بأخرى أو تبديل مواضعها. يعي المصابون أيضًا أخطاءهم ويبذلون جهدًا كبيرًا في محاولة منهم لتصحيحها.

على سبيل المثال:
الطبيب: أريد منك الآن ترديد بعض الكلمات خلفي. قل «بوي».
مريض الحبسة: «بوي».
الطبيب: «هاوس».
مريض الحبسة: «هاوس».
الطبيب: «سيفينتي – ناين».
مريض الحبسة: «ناينتي – سيفن». لا ... «سيفنتي – ساين» ... «سايفنتي – نايس» ...
الطبيب: دعنا نحاول مع كلمة أخرى. قل «ريفريجِريتور»
مريض الحبسة: «فريجيليتور» ... لا؟ ماذا عن ... «فريريجيليتور» ... لا «فريجاليترلاتر» ... 
في عام 1970، استطاع كل من تيم شاليز وإليزابيث وارنغتون التمييز بين نوعين مختلفين من هذه المجموعة: النوع التوالدي والنوع التكراري. اقترح الباحثان وجود عجز حصري في الذاكرة السمعية اللفظية قصيرة الأمد لدى مرضى الحبسة التوصيلية التكرارية، بينما يعكس النوع الثاني وفق افتراضهما آلية التشفير الصوتية المضطربة، ما من شأنه التأثير على مهام المواجهة مثل التكرار، والقراءة والتسمية بطريقة مشابهة.
غالبًا ما يؤدي تلف نصف الكرة المخية الأيسر، الذي يشمل المناطق السمعية، إلى عجز في الكلام. تشير الآفات المسببة لتلف المجرى الظهري الحسي الحركي في هذه المنطقة إلى وجود دور للجهاز الحسي في الكلام الحركي. أشارت الدراسات إلى أن الحبسة التوصيلية ناتجة عن تلف محدد في التلفيف الصدغي العلوي الأيسر و/أو التلفيف فوق الهامشي الأيسر. يتمثل تفسير الحبسة التوصيلية الكلاسيكي في انقطاع الاتصال بين مناطق الدماغ المسؤولة عن فهم الكلام (باحة فيرنيكه) وتلك المسؤولة عن إنتاج الكلام (باحة بروكا). يعود ذلك إلى تلف محدد في الحزمة المقوسة، سبيل عميق من المادة البيضاء. يحافظ مرضى الحبسة على قدرة فهم الكلام نتيجة عدم تأثير الآفة على مسار المجرى البطني.

## الأسباب
تنتج الحبسة التوصيلية عن تلف الفص الجداري في الدماغ، على وجه التحديد المنطقة المرتبطة بشبكة المجرى الظهري المسيطر في نصف الكرة المخية الأيسر. تتأثر الحزمة المقوسة المسؤولة عن ربط باحة بروكا وباحة فيرنيكه (الهامتين من أجل إنتاج اللغة والكلام وفهمهما، على الترتيب). تتحكم هاتان المنطقتان في الكلام واللغة في الدماغ. تشكل الحزمة المقوسة رباطًا سميكًا من الألياف التي تربط المنطقتين ببعضهما وتنقل الرسائل بينهما. يتعرض المصاب بتلف هذه المنطقة إلى تلف في الجهاز التكاملي السمعي الحركي. يتسبب ذلك بدوره في اضطراب شبكة الارتجاع السمعي المتأخر، ما يؤدي إلى إيجاد الفرد صعوبة عند محاولته تصحيح كلامه في مهام تكرار الكلام. بالإضافة إلى ذلك، تشير الدلائل الحديثة إلى حدوث الحبسة التوصيلية أيضًا كنتيجة لآفات التلفيف الصدغي العلوي الأيسر و/أو التلفيف فوق الهامشي الأيسر.
تُلاحظ الحبسة التوصيلية أيضًا في حالات التلف القشري دون وجود امتدادات تحت قشرية.

## الفيزيولوجيا المرضية
أشارت الدراسات الأخيرة إلى تفسيرات مختلفة عديدة للحبسة التوصيلية، بالاستناد إلى عدد من النماذج الأحدث التي تقترح تسهيل اللغة بواسطة «شبكات معيارية، قائمة على القشرة المخية وموزعة تشريحيًا». بعبارة أخرى، يستند البحث إلى الحقيقة القائلة إنه من المرجح حدوث ذلك مع الحالة المتشكلة عبر المخ.